# Buca simplex
Buca simplex är en insektsart som beskrevs av Walker 1858. Buca simplex ingår i släktet Buca och familjen sköldstritar. Inga underarter finns listade i Catalogue of Life.